# Abwasserverband Reither Ache
Der Abwasserverband Reither Ache besteht als überregionaler Gemeindeverband und Interessensvertretung nach Tiroler Gemeindeordnung aus dem Zusammenschluss der drei Gemeinden Kirchberg in Tirol, Reith bei Kitzbühel, Going am Wilden Kaiser sowie der Stadt Kitzbühel im Tiroler Leukental.

## Tätigkeit
Der Abwasserverband betreut die obere Großache (Tiroler Achen), die dort Kitzbühler Ache genannt wird, und ihren linken Nebenfluss, die Reither Ache. Er behandelt die Abwässer von insgesamt bis zu 60.000 Einwohnern (auf Grund des massiven Saisonaltourismus stark schwankend). Bei diesem Zusammenschluss und den daraus resultierenden Maßnahmen, Aufgaben und Zuständigkeiten handelt es sich um eines der größten Natur- und Umweltschutzprojekte zum Schutz der Wasserqualität des bayerischen Chiemsee auf Tiroler Boden, getragen von den gesamten Einwohnern der 4 Mitgliedskommunen. Der Verband hat neben einigen anderen, ähnlichen Einrichtungen auf kommunaler Verbandsbasis die Aufgabe das Wasser, welches den Chiemsee speist, auf bestmöglicher Qualität zu halten. 
Der Großteil des Bezirkes Kitzbühel stellt das Wassereinzugsgebiet des Chiemsee dar. Bis heute wurden insgesamt von den Kommunen auf bayerischer und Tiroler Seite weit mehr als 500 Millionen Euro in den Chiemseeschutz in Form von technischen Anlagen investiert. Insgesamt handelt es sich bei den Chiemseeschutzprojekten in Summe auf deutscher und österreichischer Seite um eines der größten und bedeutendsten sowie grenzüberschreitenden Umweltschutzprojekte Europas mit großer Vorbildwirkung.

## Entstehungsgeschichte
Im Jahre 1973 wurde den Einzugsgemeinden der Grossache (Tiroler Ache) durch das Kulturbauamt Innsbruck die Kanalisierung und die Errichtung von Kläranlagen nahegelegt beziehungsweise vorgeschrieben. Insbesondere die bayerischen Gemeinden im Bereich des Chiemsees drängten auf ein rasches Erledigen der anstehenden Projekte, zumal sämtliche Abwässer auf Grund der hydraulischen Situation und der Wasserscheide des gesamten Einzugsbereiches letztlich im Chiemsee zu einer starken Belastung führten und mittelfristig ein ökologisches Kippen des Chiemsee befürchtet werden musste. Bereits im Juni 1975 kam der erste Satzungsentwurf des Reinhalteverbandes Grossache zustande.
Als Verbandsgemeinden zeichneten damals Kitzbühel, Kirchberg in Tirol, Reith bei Kitzbühel, Going am Wilden Kaiser, Oberndorf in Tirol, St. Johann in Tirol und Kirchdorf. 1977 kamen dann noch die Gemeinden Aurach bei Kitzbühel und Jochberg dazu. 1978 folgte ein generelles Projekt des Reinhalteverbandes Grossache mit Kostenvergleich Standort Going am Wilden Kaiser und einer Kläranlage in Erpfendorf.
1982 entschied man sich jedoch einen eigenen Verband zu gründen, woraus der Abwasserverband (AWV) Reither Ache mit den vier Mitgliedskommunen entstand. Die erste konstituierende Verbandssitzung erbrachte folgendes Ergebnis: Gemeindeverbandsobmann Bürgermeister Mitterer aus Going am Wilden Kaiser, Stellvertreter Bürgermeister Noichl aus Kirchberg, weitere Mitglieder: Bürgermeister Hölzl aus Reith bei Kitzbühel und Bürgermeister Brettauer aus der Stadt Kitzbühel. Als juristischer Sitz des AWV Reither Ache wurde die Gemeinde Going am Wilden Kaiser festgelegt. Für die Planung der Kläranlage und des Sammelkanalnetzes wurde das Ziviltechnikerbüro Kirchebner aus Innsbruck beauftragt. 1983 wurde mit dem Bau des Hauptsammlerkanalnetzes und 1984 mit dem Bau der Kläranlage begonnen.
Schlussendlich kam noch knapp vor Jahresende 1987, also noch vor dem endgültigen Fertigstellen der Ringkanalisation rund um den Chiemsee selbst durch die bayerischen Kommunen, die Meldung „Klärwerk und Sammelkanalnetz fertig“. Bürgermeister Mitterer war noch bis zum Jahre 1989 als Gemeindeverbandsobmann tätig, danach übernahmen Bürgermeister Trixl bis zum Jahre 2004, sowie Bürgermeister Josef Pirchl bis zum Jahre 2016 von der Gemeinde Going am Wilden Kaiser die Gemeindeverbandsobmanntätigkeit. Von März 2016 bis März 2022 (dzt. Wahlperiode bis 2022) hat Bürgermeister Alexander Hochfilzer aus Going am Wilden Kaiser als Gemeindeverbandsobmann die Leitung des Verbandes, seine Umweltrelevanz und Aufgabenbereiche zu verantworten.
Der Abwasserverband Reither Ache entwickelte im Laufe der Jahre eine intensive Zusammenarbeit mit den umliegenden Verbänden gleicher Art, und auch mit den bayerischen Kollegen im Chiemseebereich. Der langjährige Vorsitzende des Abwasserzweckverbandes Chiemsee und Bürgermeister von Prien am Chiemsee, Lorenz Kollmannsberger ehrte zum Beispiel die Verantwortlichen des AWV Reither Ache wiederholt für ihre Umsichtigkeit in Umweltbelangen zum Schutze des Chiemsee und es entwickelte sich eine bereits jahrzehntelange, grenzüberschreitende Partnerschaft im Interesse der Natur.

## Technische Anlagenbeschreibung
Das Abwasser gelangt im Hauptsammelkanalnetz (Durchmesser 500–800 mm), rechtsufrig der Reither Ache zum Klärwerk nach Going. Die hier praktizierte Abwasserreinigung vollzieht sich im Wesentlichen in einer mechanischen und einer biologischen Reinigungsstufe, die Phosphatfällung wird durch Zugabe von Fällmittel durchgeführt. 
Bei der mechanischen Reinigung werden zunächst durch automatische Siebrechen (5 mm Spaltweite) die im Abwasser anfallenden Grobstoffe entfernt. Danach wird das Rechengut gewaschen, gepresst und in einen Container abgeworfen. Das Abwasser fließt nun weiter zum Sandfang. Dieser ist als belüfteter Langsandfang ausgebildet, mit seitlich angeordnetem Fettfang. Das Sand-Schlammgemisch wird dem Sandwäscher zugeführt, der hat die Aufgabe den Sand zurückzuhalten. Der ausgewaschene Schlamm wird der Anlage zugeführt. Nach dem Sandfang wird die Abwasserzulaufmenge mittels einer Radarmessung ermittelt. Der nächste Reinigungsschritt erfolgt in den beiden Vorklärbecken. Diese wurden als längsdurchströmte Rechteckbecken konzipiert, die Schlammräumung wird mittels eines Schildräumers vorgenommen. Der hier anfallende Schlamm wird im Voreindicker zwischengespeichert und dann dem Faulturm zugeführt.
Das somit mechanisch gereinigte Abwasser fließt über ein Verteilergerinne der biologischen Reinigungsstufe zu. Die biologische Stufe ist zweistraßig ausgeführt mit vorgeschalteter Denitrifikation und anschließendem Umlaufbecken. Im Umlaufbecken sind im Bereich der Beckensole Flächenbelüfter installiert, um einen gleichmäßigen Sauerstoffeintrag zu gewährleisten. Der Sauerstoffgehalt wird mittels Sauerstoffsonden gesteuert. Nach Passieren der zwei Belebungsbecken gelangt das Belebtschlammgemisch über ein Rechteckgerinne mit einer Verteilerzunge in die vier quer durchströmten Nachklärbecken. Hier findet die Trennung vom gereinigten Abwasser und Belebtschlamm statt.
Das bis zu 98 % gereinigte Klarwasser fließt über die Alurinnen und anschließendem Ablaufkanal in den Vorfluter (Reither Ache) und damit letztlich in den Chiemsee. 
Der im Nachklärbecken abgesetzte Belebtschlamm wird in den biologischen Kreislauf zurückgeführt. Ein Teil wird als Überschussschlamm der maschinellen Schlammeindichtung (Scheibeneindicker) zugeführt. Der eingedickte Schlamm kommt in einen 1700 m³ fassenden und auf eine Temperatur von ca. 38 °C beheizten Faulturm. Durch die Wärme erzeugen Bakterien im Schlamm Faulgase. Diese werden abgeleitet und in einem 580 m³ großen Gasspeicher zwischengespeichert. Das Gas wird bei Bedarf von zwei Mikrogasturbinen der Kraft-Wärme-Kopplungsanlage verwertet. Dabei wird das Faulgas zu ca. 1/3 Strom und 2/3 thermische Energie umgewandelt. Mit den beiden Turbinen kann für den Betrieb der kompletten Kläranlage eine Strom-Eigenabdeckung mit derzeit 117 % erreicht werden. Die überschüssigen 17 % elektrische Energie werden als Ökostrom ins öffentliche Netz eingespeist.
Der ausgefaulte Klärschlamm aus dem Faulturm wird im Nacheindicker zwischengespeichert, anschließend mittels einer Zentrifuge entwässert und in Container zur abschließenden Verwertung durch ein Entsorgungsunternehmen eingelagert. 
Im Jahre 2013 wurde zusätzlich eine 530 m2 Photovoltaikanlage mit einer Leistung von 84 KWp errichtet. Der dort gewonnene Strom wird zur Gänze als Ökostrom ins öffentliche Netz eingespeist. Am 23. Oktober 2013 wurde dem Abwasserverband Reither Ache im Rahmen der e5 Gala im Congresshaus Innsbruck ein Anerkennungspreis für die innovative, selbst entwickelte, effizienzerhöhende Ausführung der Modulmontage mit dem Prozessablufthinterlüftungssystem zum Abtauen der Module im Winter bzw. Kühlung im Sommer überreicht.